# Foro romano de Clunia Sulpicia

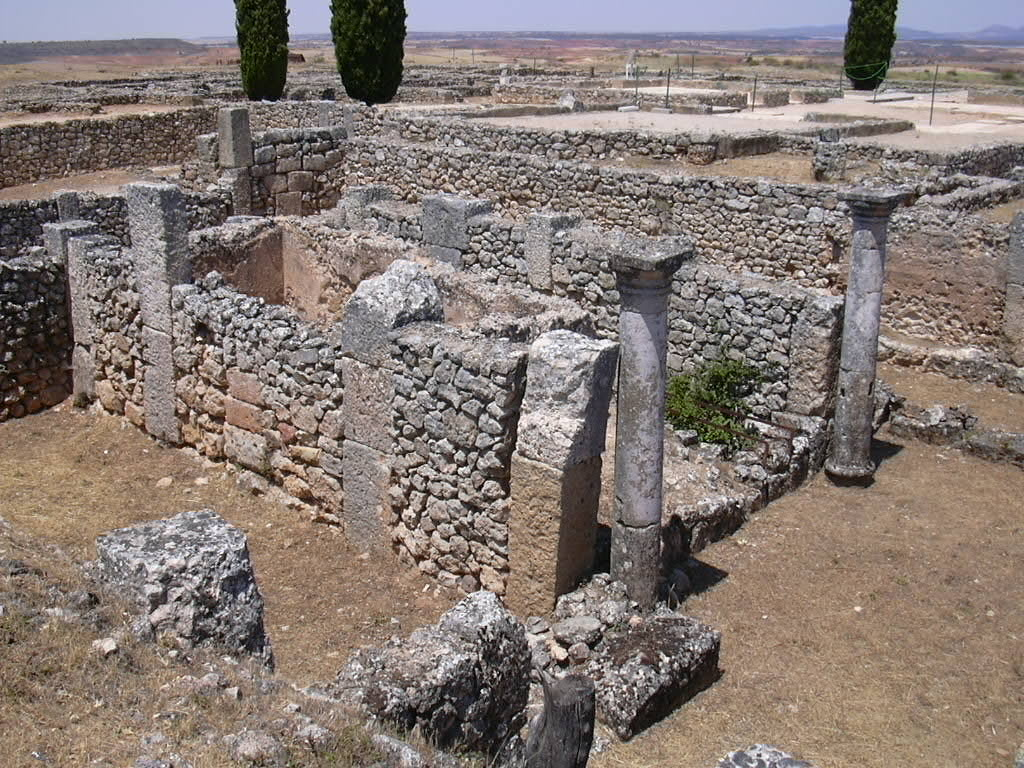
Restos de una casa cercana al foro.

El foro romano de Clunia Sulpicia es un conjunto monumental construido en el siglo I en la antigua ciudad de Clunia, situada entre las actuales poblaciones de Coruña del Conde y Peñalba de Castro, en el sur de la provincia de Burgos (España).

## Historia
Fue construido en el siglo I, quizás con motivo del nombramiento de la ciudad como capital de convento jurídico, si bien es posterior a la primera trama urbana de la ciudad, como demuestra la reestructuración que se constata en la Casa 3.
A finales del siglo III se advierte el cese de actividad en las tabernas y en el siglo IV los niveles de ocupación de la basílica indican que la decoración ya había desaparecido.

## Características
En el foro se desarrollaron las actividades políticas, comerciales, judiciales y religiosas propias del municipio, pero también las ligadas al hecho de que Clunia fuera la capital de un convento jurídico. Se sitúa en el centro de la ciudad, en el punto más elevado del cerro. La planta es rectangular, midiendo 160 m de longitud por 115 de anchura.

Mapa con la extensión del convento jurídico de Clunia administrado desde el foro.

Fruto de las excavaciones en su parte oriental, se sabe que albergó los siguientes edificios:
- La basílica coincidía en anchura con el foro y se situó en su lado norte. Consta de tres naves, en la central, donde se ubicaba el tribunal y en la del lado norte estaba adosado el Aedes Augusti y unas habitaciones.

- El templo estaba situado en el lado sur y se adscribía al dios Júpiter. Constaba de una planta rectangular absidiada en la parte posterior y se situaba sobre un podio, se han encontrado las hiladas inferiores, basamentos y molduras de su fachada. El acceso a la parte superior se realizaba por ambos lados de la fachada, dejando un espacio intermedio a modo de tribuna a los pies del templo.

Tras el templo existió un espacio con finalidad religiosa, delimitado para separarlo del resto del foro mediante dos muros curvos. El recinto quedó cerrado al sur por un pórtico sobre un pavimento, interrumpido por un aula abierta en el eje con el templo. En este espacio se encontró una cisterna de posible uso ritual.
- Las tabernae están ubicadas en la parte oriental y occidental del foro. Su función comercial se veía reforzada por la existencia de un doble pórtico columnado en su frontal. Es posible que los espacios centrales de este sector sirvieran como santuarios o templos de menor rango.